# Björn Kjellin
Björn Torsten Martin Kjellin, född 5 juli 1910 i Marstrands församling, död 26 augusti 1986 i Vislanda församling, var en svensk jurist och ämbetsman. 

## Biografi
Kjellin avlade juris kandidatexamen 1934 vid Uppsala universitet, och hade därefter tingstjänstgöring till 1937, då han blev fiskal vid hovrätten för Övre Norrland. År 1947 blev han hovrättsråd. År 1944 anlitades han av regeringen som sakkunnig i justitiedepartementet och 1949 utsågs han till lagbyråchef. Åren 1953-1957 var han statssekreterare och efterträdde Ragnar Edenman som konsultativt statsråd (partipolitiskt obunden) 1 november 1957. Han stannade på statsrådsposten till 31 augusti 1958 då han blev president för hovrätten över Skåne och Blekinge, vilket han var fram till sin pensionering 1977. 
Från 1954 var Kjellin ordförande för Svensk förening för psykisk hälsovård. Under 1970-talet ledde han Sexualbrottsutredningen.